# (313116) Pálvenetianer
(313116) Pálvenetianer, désignation internationale (313116) Palvenetianer, est un astéroïde de la ceinture principale.

## Description
(313116) Palvenetianer est un astéroïde de la ceinture principale. Il fut découvert le 31 décembre 2000 à Piszkesteto par Krisztián Sárneczky et László L. Kiss. Il présente une orbite caractérisée par un demi-grand axe de 2,35 UA, une excentricité de 0,14 et une inclinaison de 0,9° par rapport à l'écliptique.

## Compléments